# Климатические зоны на Плутоне

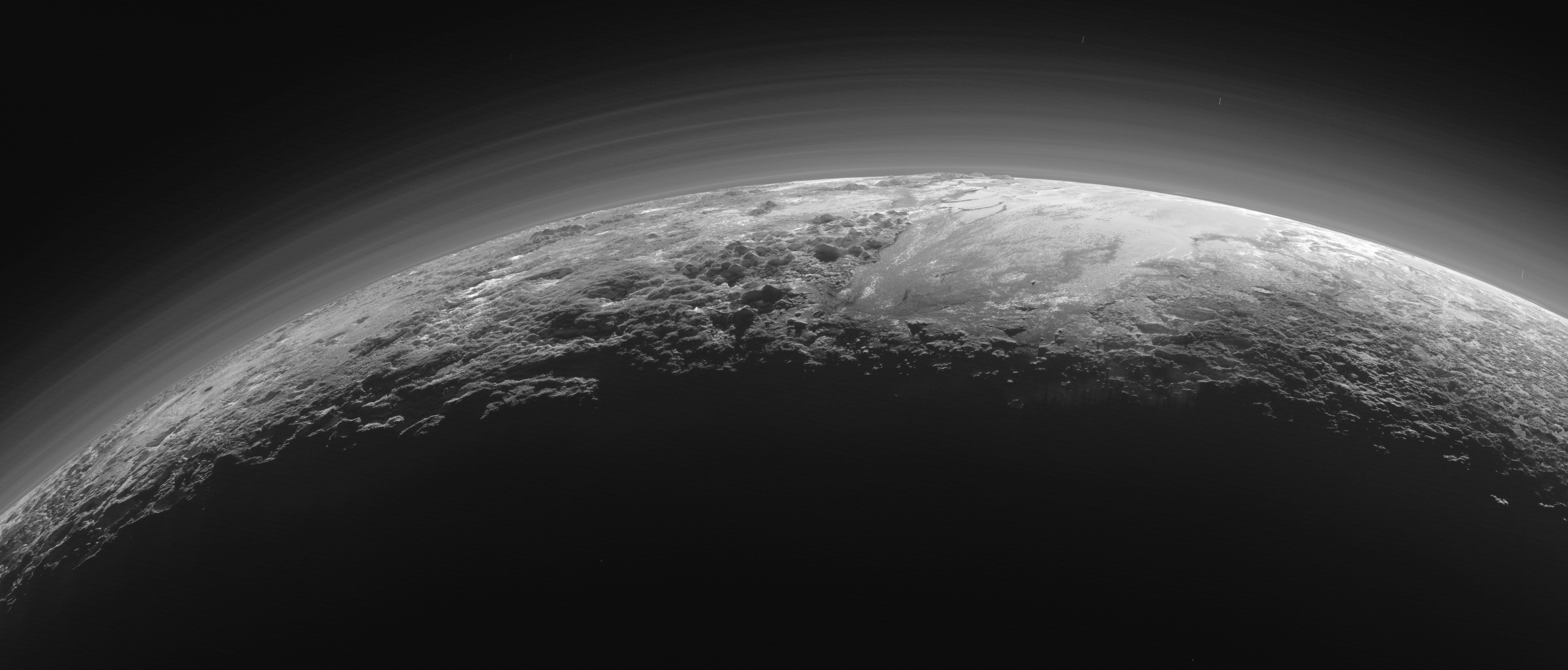
Дымка в виде нескольких слоёв в атмосфере Плутона. Внизу видна часть равнины Спутника с близлежащими горами. Фотография была сделана космическим аппаратом Новые Горизонты спустя 15 минут после момента наибольшего сближения.

Климатические зоны на карликовой планете Плутон представляют собой необычный набор климатических зон вследствие нетипичного для планет расположения оси. Было выделено пять климатических зон: тропики, арктическая зона, тропическая арктическая зона, суточная область и полярная область. Климатические зоны выделены на основе астрономических методов определения границ или на основе определения субсолнечных широт, не связанных с циркуляцией атмосферы на карликовых планетах. Харон, крупнейший спутник Плутона, находится в состоянии приливного захвата с Плутоном, поэтому наборы климатических зон у двух небесных тел совпадают.
Плутон представляет собой льдистое тело и наиболее примечательный объект в поясе Койпера. Поверхность в основном состоит из метана (CH4), азота (N2) и моноокиси углерода (CO). Летучие льды присутствуют в различных концентрациях и распределениях. Хотя Плутон мал по сравнению с обычными планетами, он обладает атмосферой. Атмосфера Плутона очень тонкая по сравнению с земной. Она состоит из нескольких слоёв дымки и содержит большое количество азота (N2), следовые количества метана (CH4) и моноокиси углерода (CO). Долговременные климатические циклы планет (например, Земли) связаны с наклоном оси вращения планеты и его переменностью, с циклической переменностью эксцентриситета и прецессией. Однако в случае Плутона цикл переменности эксцентриситета и прецессия орбиты имеют меньшее значение, чем переменность наклонения. Таким образом, климатические зоны на поверхности Плутона определялись только на основе вариации наклонения оси вращения Плутона.

## Характеристики и границы
Пять климатических зон на поверхности Плутона определены на основе нахождения субсолнечных широт, то есть широт, на которых Солнце иногда может наблюдаться в зените. Границы климатических зон можно определить, однако их границы могут расширяться и сжиматься в соответствии с переменностью наклонения Плутона от минимального значения 103° до максимального значения 127° с периодом 2,8 млн лет. Это означает, что у некоторых зон границы постоянны, а у некоторых зон границы меняются вследствие переменности наклона оси вращения на масштабах в миллионы лет. Постоянные границы относятся к широтным зонам, которые всё время обладают постоянными характеристиками вне зависимости от угла наклона.

### Тропики

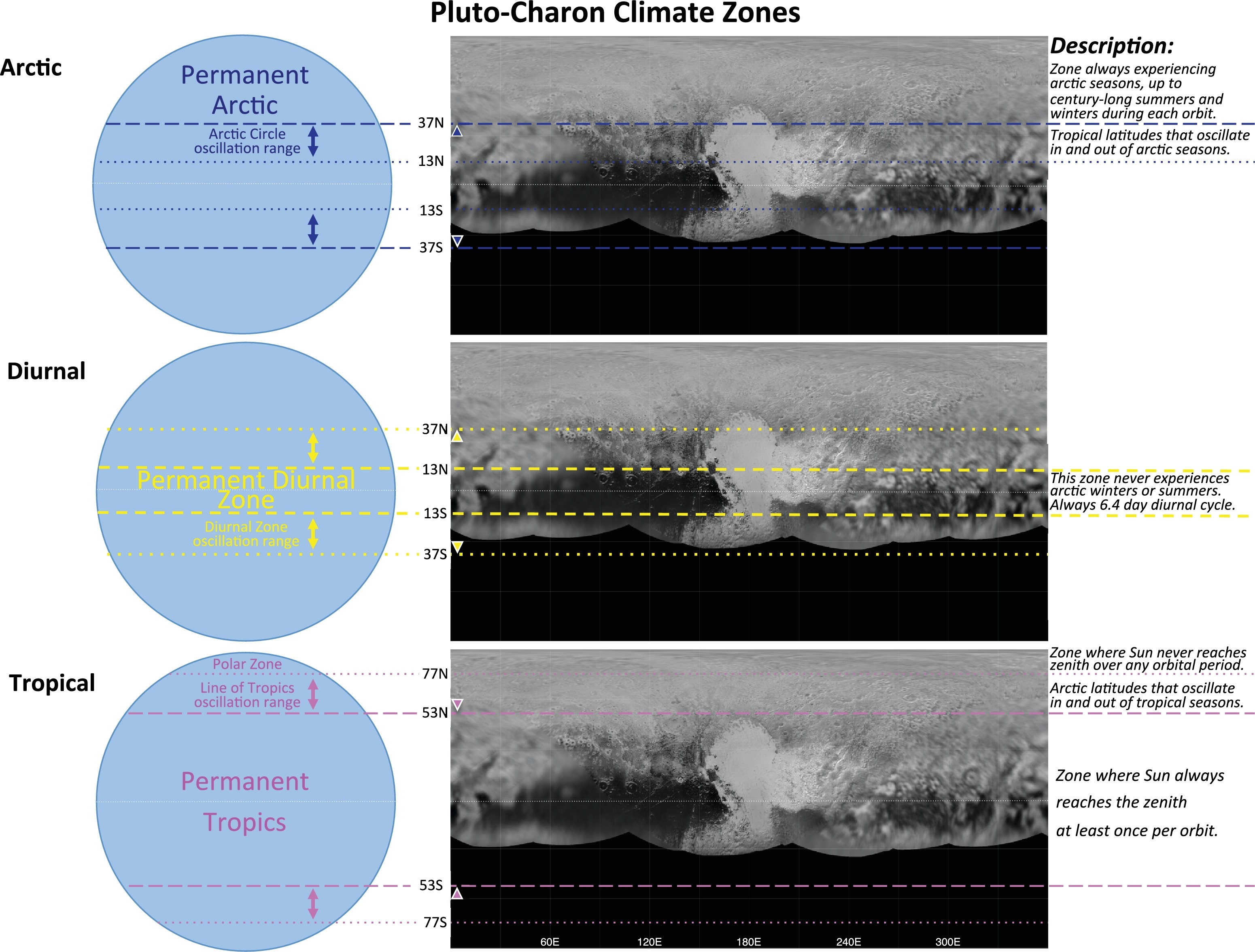
Климатические зоны Плутона, выделенные на основе астрономических циклов. Зоны представлены на трёх панелях для каждого из доминирующих сезонных эффектов. Карта, полученная аппаратом Новые Горизонты, представлена для справки

Тропики на Плутоне определяются как диапазон широт, на которых Солнце может достигать зенита хотя бы один раз за орбитальный период Плутона. В настоящее время тропики простираются от 60°N до 60°S, поскольку современное значение наклона равно 120°. Однако, когда наклон орбиты становится равным 103°, тропики простираются от 77°N до 77°S. В этот период тропический пояс покрывает большую часть поверхности малой планеты, что составляет около 97 % от полной поверхности. В противоположность, когда наклон достигает максимального значения 127°, тропический пояс сжимается до минимального размера с 53°N до 53°S. В таком случае тропики покрывают только 80 % поверхности планеты. Поэтому большая часть планеты всегда находится в тропическом поясе. В этой области альбедо меняется сильнее всего.

### Арктический пояс
Арктический пояс Плутона определяется как диапазон широт, в котором в летний сезон Солнце в какой-то период не погружается под горизонт, а в зимний сезон не поднимается над горизонтом. Постоянные арктические зоны простираются от 90°N до 37°N в северном полушарии и от 90°S до 37°S в южном полушарии. В целом два арктических региона покрывают около 40 % поверхности карликовой планеты. Перманентные арктические области соответствуют распределению N2 на поверхности. Длительный период непрерывной зимы, обычно длящийся более века, соответствует перманентной арктической области в каждый орбитальный период Плутона на протяжении всего 2,8-млн цикла переменности наклонения.
Вследствие переменности наклона оси вращения Плутона арктические зоны также расширяются и сжимаются с периодом переменности наклона. При текущем наклоне оси вращения арктические зоны простираются от 30°N до 90°N в северном полушарии и от 30°S до 90°S в южном полушарии. Эти арктические зоны покрывают около 50 процентов полной поверхности Плутона. Максимальный диапазон по широте для арктических зон составляет от 13°N и от 13°S в стороны полюсов при наклоне оси вращения 103°. В такие моменты арктические пояса занимают около 78 % полной площади поверхности.

### Суточная область
Суточная климатическая область Плутона определяется как диапазон широт, при котором в течение всего года каждые сутки происходит смена дня и ночи. Высокое среднее значение наклонения и большой период колебаний оси приводит к тому, что узкая полоса широт испытывает колебания. Суточная зона является наименее широкой при наклоне (минимум) 103°, что было около ~0.8 миллионов лет назад. Это полоса от 13°N до 13°S, простирающаяся на равное расстояние от экватора, называемая постоянной суточной зоной. Она занимает 22 процента от полной площади поверхности малой планеты. В каждый период вращения Плутона вокруг своей оси, равный 6,4 земных суток, в точках этой области наблюдается восход и заход Солнца.
В настоящее время суточная область простирается от 30°N до 30°S и занимает около 50 % полной площади поверхности планеты при современном угле наклона оси вращения 120°. По мере изменения наклонения, при его увеличении суточная область расширяется до максимума, при этом располагаясь от 37°N до 37°S (покрывает около 60 % площади поверхности), такова будет ситуация через ~0,6 млн лет. Морфология этой области характеризуется почти равной шириной тёмных экваториальных полос, также в этой климатической зоне наблюдается наиболее сильный контраст альбедо.

### Тропическая арктика
Зона тропической арктики соответствует области, в которой перекрываются тропическая зона и арктическая. Уникальная климатическая область возможна только при углах наклона оси вращения от 45° до 135°. Поскольку наклон оси вращения Плутона варьируется от 103° до 127°, то на Плутоне всегда есть такая область. При этом в ней расположена большая часть поверхности Плутона. Область простирается от 13°N до 77°N и от 13°S до 77°S. В таком широтном диапазоне область покрывает 75 % полной поверхности планеты. Поскольку протяжённость тропических и арктических зон меняется в течение периода вариации угла наклона оси вращения, то и зона тропической арктики также расширяется и сжимается. Только диапазон от 37° до 57° в каждом полушарии остаётся устойчивым на протяжении всего периода вариации наклонения. Этот диапазон называют зонами постоянной тропической арктики (примерно 20 % площади поверхности).
Максимальная протяжённость тропических арктических зон соответствует диапазону от 13° до 77° по широте в обоих полушариях (покрывает 75 % полной поверхности). При современном наклоне в 120° тропическая арктическая зона простирается от 30°N до 30°S и покрывает 50 % площади поверхности Плутона. В этой области достигаются наибольшие колебания в течение цикла.

### Полярные области
Полярные области на Плутоне являются областями, в которых Солнце не достигает зенита, то есть точки строго над головой, в любой момент орбитального периода Плутона и цикла переменности наклонения. Полярные области имеют радиус 13° относительно каждого полюса. В этой области климат всегда арктический и никогда не становится тропическим. Всего полярные зоны занимают около 3 процентов всей поверхности. В области от 77° до 90° находится зона постоянного полярного климата. Здесь зима и лето длятся наиболее долго. Максимальная протяжённость полярных областей может достигать от 53°N до 90°N и от 53°S до 90°S при площади около 20 % от полной площади поверхности Плутона. В настоящее время полярная область простирается от 60° до 90° в обоих полушариях (13 % площади поверхности малой планеты). Крупнейший спутник Плутона, Харон, также обладает полярной зоной, состоящей из полярной шапки.

## Корреляция со свойствами поверхности
Суточная область между 13°N и 13°S никогда не испытывает периодов непрерывного лета или зимы. Экваториальные области Плутона состоят из тёмных полос с чётко различимыми границами. Эта область совпадает с постоянной суточной зоной на Плутоне. Область с высоким альбедо в суточной зоне остаётся достаточно тёплой для того, чтобы не стать областью-ловушкой для летучих соединений. Отсутствие интервалов арктического зимнего тёмного времени также исключает возможность осаждения летучих соединений. С другой стороны, области с низким альбедо в суточной зоне высвечивают накопленную энергию от Солнца при вращении малой планеты в тёмное время суток. Температурный цикл вблизи экватора (в суточной зоне) приводит к тому, что в тёмной и светлой области альбедо существенно разное.
Корреляция между распределением метана и азота на поверхности и климатическими зонами пока не прояснена. CH4 широко распределён вне области Томбо и области Ктулху, возможно, на широтах северной границы области Ктулху. С другой стороны, азот N2 концентрируется на широтах выше 30°N, что совпадает с постоянной арктической климатической зоной. Некоторые области на поверхности Плутона подвержены как тропическому, так и арктическому климату в соответствии с циклическим изменением наклона оси вращения малой планеты. Большая часть поверхности планеты находится в тропическо-арктической области.